# Relações entre Espanha e Estados Unidos
As relações entre Espanha e Estados Unidos são as relações diplomáticas estabelecidas entre o Reino de Espanha e os Estados Unidos da América. Estas relações foram estabelecidas em 1783.

## História
O Congresso Continental enviou John Jay para a Espanha em 1779, em uma tentativa de convencer a  Espanha  a reconhecer a nova nação. John Jay viveu dois anos no país europeu, mas não obteve sucesso. Madrid não estava disposta a arriscar as relações com o Congresso na Filadélfia, até que se tornou evidente que a Grã-Bretanha e os Estados Unidos estavam realmente movendo-se para assinar um tratado com o objetivo de acabar com a guerra e reconheceu a independência dos Estados Unidos. Desde 1783, quando a Espanha conseguiu finalmente reconhecer os Estados Unidos, os dois países romperam relações apenas uma vez, quando ambos se enfrentaram na Guerra Hispano-Americana de 1898. Atualmente a Espanha é uma monarquia constitucional, membro da União Europeia e da OTAN.

## Encontro de presidentes

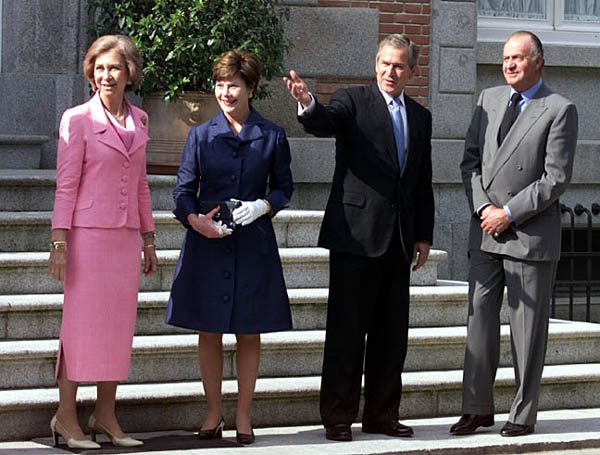
Rei João Carlos I e Rainha Sofia com o presidente George W. Bush e Laura Bush.
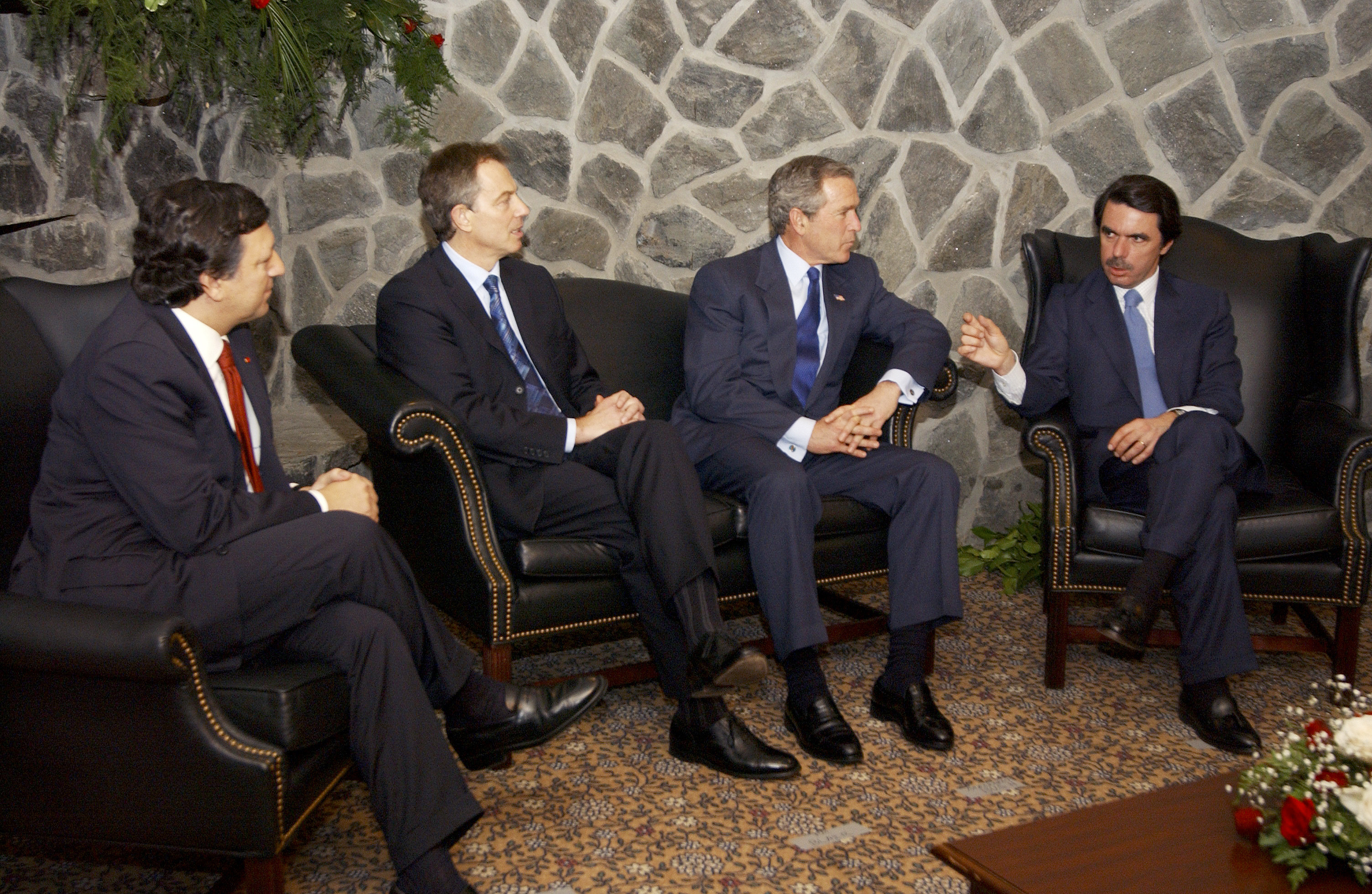
José Manuel Barroso, Tony Blair, Bush e José María Aznar em Açores.
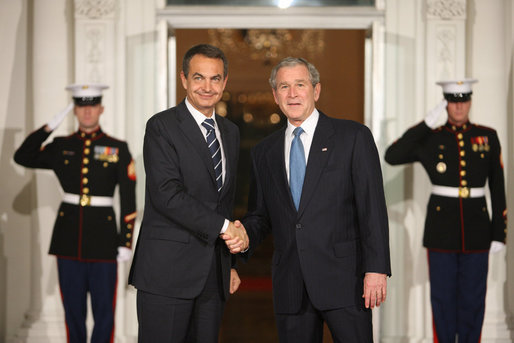
O primeiro-ministro José Luis Rodríguez Zapatero e o presidente George W. Bush encontram-se na reunião do G20 em Washington, D.C. na Casa Branca em novembro de 2008.
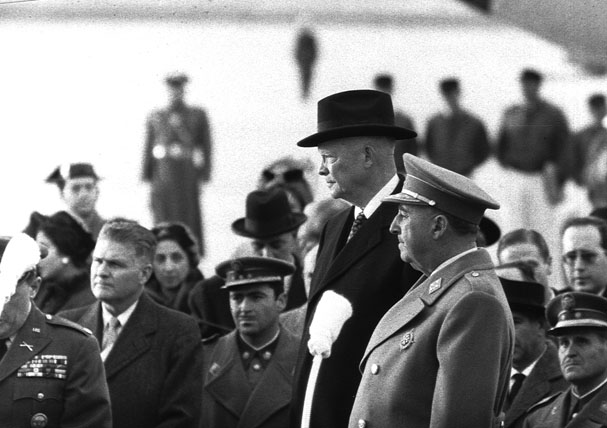
Francisco Franco e o presidente Dwight D. Eisenhower em Madri em 1959.